# Filia w Sandomierzu Uniwersytetu Jana Kochanowskiego w Kielcach
Filia w Sandomierzu Uniwersytetu Jana Kochanowskiego w Kielcach – filia Uniwersytetu Jana Kochanowskiego w Kielcach.
Filia powstała w 2016 roku, na bazie zniesionej Państwowej Wyższej Szkoły Zawodowej w Sandomierzu.
24 kwietnia 2025 Senat Uniwersytetu Jana Kochanowskiego przyjął uchwałę pozwalającą na rozpoczęcie likwidacji filii w Sandomierzu.

## Kierunki kształcenia
Dostępne kierunki:
- Administracja (studia I stopnia)
- Filologia angielska (studia I stopnia)
- Kosmetologia (studia I stopnia)
- Mechatronika (studia I stopnia)
- Pedagogika (studia I stopnia)

## Struktura organizacyjna
| Jednostka                                    | Kierownik                 |
| -------------------------------------------- | ------------------------- |
| Instytut Nauk o Zdrowiu                      | dr Paweł Helon            |
| Samodzielny Zakład Mechatroniki              | dr inż. Wojciech Iwanicki |
| Instytut Językoznawstwa i Literaturoznawstwa | dr Anna Bąk-Średnicka     |
| Instytut Nauk Prawnych                       | dr Renata Kędziora        |

## Władze Filii
W kadencji 2020–2024:  
| Stanowisko                 | Imię i nazwisko           |
| -------------------------- | ------------------------- |
| Dziekan                    | dr hab. Piotr Sobolewski  |
| Prodziekan ds. kształcenia | dr Anna Gilarek           |
| Prodziekan ds. ogólnych    | dr inż. Ireneusz Musiałek |